# 東克雷吉足球會
東克雷吉足球會（英語：East Craigie Football Club）是一個位於蘇格蘭鄧迪的初級足球會，於1880年創辦，是蘇格蘭現存最古老的初級足球會之一。

## 歷史
東克雷吉創立時名為克雷吉足球會，在接收當地一個農場主的捐款後才更名為東克雷吉。東克雷吉足球會與另外幾支足球會，自稱是蘇格蘭最古老的初級足球會。

## 外部連結
- 官方網站
- Facebook

56°28′33″N 2°56′25″W / 56.475951°N 2.940412°W